# Ludwig Georg von Lüpke
Ludwig Georg von Lüpke (* 25. März 1795 in Bilm; † 4. August 1865 in Hannover) war ein deutscher Jurist und Direktor der Staatslotterie des Königreichs Hannover.

## Leben
Ludwig Georg von Lüpke entstammte einer alten Patrizierfamilie Hannovers, die in Bilm und Everloh begütert, aber nicht nobilitiert war. Sein Vater war der Patrizius und Gutsbesitzer Johann Georg von Lüpke (1748–1821), seine Mutter Lucia Juliane Marie geb. Kitzow (auch: Kizou, 1760–1815). Nach dem Besuch des Ratsgymnasiums in Hannover begann Lüpke im Herbst 1813 sein Studium der Rechtswissenschaften an der Universität Göttingen, wo er Mitglied des Corps Hannovera Göttingen wurde. Nach Beendigung seiner Studien 1817 wurde er ab 1822 als Amtsassessor in der Verwaltung des Königreichs in Springe, Koldingen und Hannover beschäftigt und 1826 in Hannover zum Geheimen Kanzleisekretär ernannt. 1830 wurde er Mitglied des Oberschulkollegiums, Kanzleirat und Hauptreferent für Geistliche und Unterrichtsangelegenheiten. 1839 wurde er zum Hofrat im Kultusministerium bestellt. Von 1845 bis zu seinem Ruhestand 1857 war Ludwig Georg von Lüpke Direktor der Staatslotterie in Hannover.
Er war verheiratet seit 1823 mit Carolina Lisette Dieckmann aus Springe. Aus der Ehe gingen zwei Söhne und zwei Töchter hervor.